# حقه مارلبرو ام

تصویر ظاهری مارلبورو ام که در سایت خبری جعلی Abril Uno ظاهر شد.

حقه مارلبرو ام (انگلیسی: Marlboro M hoax) یک شایعه نادرست درمورد تولید جوینت توسط شرکت فیلیپ موریس بود که از وب سایت خبری طنز «Abril Uno» در ۱ آوریل ۲۰۱۶ منتشر شد. این خبر، یک دروغ اول آوریل بود.

## حقه
این مقاله ادعا می‌کند که فیلیپ موریس ایالات متحده آمریکا، مالک شرکت تنباکو مارلبرو، در حال معرفی خط جدیدی از سیگارهای ماری جوانا به نام مارلبرو ام در کلرادو و ایالت واشینگتن است. اگرچه مقاله جعلی بود، اما برخی آن را باور کردند. چراکه شرکت‌های دخانیات از دهه ۱۹۷۰ به ماری جوانا علاقه نشان داده بودند. با وجود اینکه مقاله کاملاً طنزآمیز بود، عنوان تله‌کلیک توانست در اینترنت پخش شود. برخی از کاربران، پس از کشف اینکه هیچ سیگار «مارلبرو ام»ای در داروخانه محلی وجود ندارد، ادعا کردند که آنها تا پایان سال ۲۰۱۷ در انبار خواهند بود.

## اساس
در حالی که جعلی بودن مقاله اثبات شد، اما عده‌ای آن را باور کردند. به عنوان مثال، درست است که شرکت‌های تنباکو، از جمله فیلیپ موریس، مدت‌ها قبل از قانونی‌سازی، به ماری‌جوانا به‌عنوان یک محصول رقیب و سرمایه‌گذاری بالقوه در صنعت شاهدانه علاقه داشتند. قانونی شدن حشیش در ایالات متحده نیز عاملی در پذیرش کورکورانه این ادعاها است، زیرا دیدگاه‌های اجتماعی در مورد مصرف ماری‌جوانا در سال‌های اخیر تا حد زیادی تغییر کرده‌است. برخی از شرکت‌های دخانیات در واقع شروع به سرمایه‌گذاری در تحقیقات پزشکی ماری‌جوانا و همچنین پیوستن به شرکت‌های سرمایه‌گذاری بذر ماری‌جوانا کرده‌اند، اگرچه تا آنجایی پیش نرفتند که سیگار حشیش را به بازار معرفی کنند. در سال ۲۰۱۸، هنگامی که این حقه ظاهر شد، در سطح فدرال ایالات متحده برای یک شرکت بزرگ مانند فیلیپ موریس، غیرقانونی بود که سیگار حشیش را در سراسر کشور معرفی کند.